# Nina Vasiljevna Popova

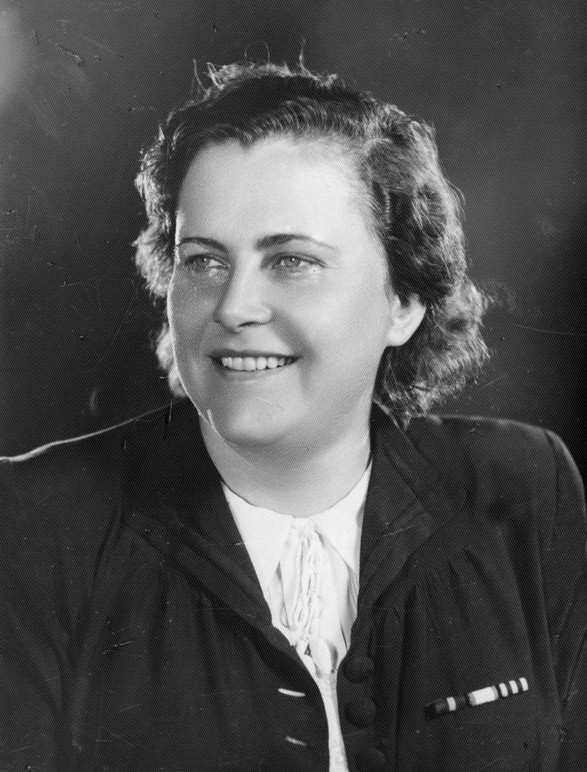

Nina Vasiljevna Popova (Russisch: Нина Васильевна Попова) (Novochopjorsk, (oblast Voronezj)9 januari/22 januari 1908 - Moskou, 30 mei
1994) was een vooraanstaande Russische politica. Zij ontving de Internationale Stalin-Vredesprijs voor het versterken van de vrede tussen de volkeren.
Nina Vasiljevna Popova was actief in de opperste sovjet van de Russische Federatie, de Sovjet-vakbonden en Russische vrouwenorganisaties. Daarnaast was er haar werk in internationale organisaties als de Wereldvredesraad, een door de Sovjet-Unie beïnvloede internationale vredesbeweging.
Zij was van 1956 tot 1961 een van de kandidaat-leden van het Centraal Comité van de Communistische Partij en werd in 1961 gekozen tot lid. Dat bleef zij tot 1976.
Voor haar werk werd Popova meerdere malen onderscheiden, waaronder tweemaal met de Orde van Lenin en eenmaal met de Orde van de Oktoberrevolutie en de Orde van de Rode Ster.